# Monazit-(Nd)
Monazit-(Nd) je fosforečnan vzácných zemin ze skupiny monazitu, chemický vzorec je (Nd,La,Ce)PO4. Název pochází z řeckého „monazeis“, znamenající „být samotný, osamocený“, pro svoji vzácnost na prvních lokalitách, kde byl nalézán. Název byl uznán Mezinárodní mineralogickou asociací (IMA) roku 1986. Je monoklinické soustavy = třída 2/m. Systematické zařazení podle Strunze je 8.AD.50.

## Vznik
Monazit je hojným akcesorickým minerálem intruzívních hornin, zejména granitů, charnockitů a syenitických vyvřelin, dále v žilných aplitech a žulových pegmatitech, odkuch pocházejí největší krystaly monazitu, místy na žilách s Sn-W mineralizací s greiseny. Vyskytuje se v sedimentárních horninách, akcesoricky v rulách či ftanitech. Nejčastější a praktickým významem největší jsou však aluviální ložiska, zejména mořská. 

## Morfologie
Tvoří tence až tlustě tabulkovité krystaly, též zrnité či celistvé agregáty. Krystaly jsou často zdvojčatělé podle {100}, obvykle však s nedokonale vyvinutými plochami. 

## Vlastnosti

### Krystalografie
Molybdenit krystaluje v monoklinické soustavě, třída 2/m, grupa P 21/n. Rozměry buňky: a=6,745, b= 6,964, c=6,435, β=103,65°, Z=4, . 

### Fyzikální vlastnosti
Tvrdost 5-5,5 (Mo), hustota 4,8-4,5,5 g/cm3, stoupá s příměsí thoria. Štěpnost je dobrá podle {001}, nedokonalá dle {100}. Je slabě magnetický a radioaktivní. Lasturnatý, nepravidelný lom. Je křehký. 

### Optické vlastnosti
Barvy je hnědé, červené, žluté či oranžové. Lesk skelný, pryskyřičný. Je průsvitný. Vryp je šedobílý, luminiscence chybí, pleochroismus nebyl pozorován či slabě žlutý až žlutozelený. Monazit je dvojosý, optický pozitivní, nα=1,77-1,8, nβ=1,771-1,802, nγ=1,83-1,85, 2V=18°-20°. 

### Chemické vlastnosti
Procentuální zastoupení 
- P2O5 28,65 %
- SiO2 0,22 %
- ZrO2 0,77 %
- Ce2O3 19,85 %
- La2O3 2,48 %
- Pr2O3 6,47 %
- Nd2O3 30,32 %
- Sm2O3 8,81 %
- Gd2O3 2,26 %

Dává reakci na PO4, nesnadno rozložitelný v kyselinách. 

## Příbuzné minerály
nafoit, monetit, xenotim-(Y), archerit, fosfamit, ximengit.

## Parageneze
V syenitech a karbonatitech s barytem, bastnäsitem-(Ce), se zirkonem, fergusonitem jako produkt albitizace žul, v pegmatitech se skorylem, xenotimem-(Y) a písekitem, minerály TR a radioaktivními minerály, s kasiteritem, wolframitem a molybdenitem na Sn-W žilách.

## Získávání
Nejdůležitější jsou aluviální ložiska, zejména mořská rýžoviska, dále ložiska v pegmatitech (Norsko, Madagaskar)

## Využití
Ruda vzácných zemin.